# Pitch Black
Série Les Chroniques de Riddick
Les Chroniques de Riddick
(2004)
Pour plus de détails, voir Fiche technique et Distribution.
Pitch Black ou Alerte noire au Québec est un film de science-fiction américano-australien réalisé par David Twohy et sorti en 2000. Le scénario a été écrit par Jim Wheat, Ken Wheat et David Twohy.
Depuis la sortie de la suite intitulée Les Chroniques de Riddick et la réédition en DVD du premier opus sous le titre Les Chroniques de Riddick : Pitch Black en 2004, Pitch Black a été intégré à la saga des Chroniques de Riddick.

## Synopsis
Le Hunter Gratzner, vaisseau de commerce et de transport de passagers, est en route en pilotage automatique vers le système Tangier et en transit dans le système M-344/G. Il croise la queue d'une comète ou une pluie de micrométéorites, occasionnant des brèches dans la carlingue, et l'un des débris transperce la coque de part en part et tue Tom Mitchell, le capitaine du transporteur. Son pilote, Carolyn Fry sort en premier de son cryosommeil, suivi de Greg Owens, l'officier de navigation. Carolyn constate la mort du capitaine, prend les commandes du vaisseau et le dirige vers la planète la plus proche, pendant que Greg émet un message de détresse. Pour limiter les dégâts lors de l'atterrissage d'urgence, elle largue un à un les compartiments attachés au vaisseau afin de l'alléger. Lorsque vient le tour du compartiment contenant les passagers humains en cryosommeil, Greg s'oppose à son largage en bloquant la séparation du compartiment. Refusant le risque de mourir pour les passagers, Carolyn tente en vain d'actionner la manette permettant le largage.
Le vaisseau s'écrase sur la surface de la planète, mais il est éventré. Greg est transpercé par une longue pièce de métal et meurt peu après. D'autres passagers sortent de leur cryosommeil : Imam, un musulman accompagné de trois pèlerins adolescents en voyage vers New Mecca ; Johns, un mercenaire qui a capturé Riddick, un tueur dangereux, attaché au vaisseau, dont les yeux lui permettent de voir dans l'obscurité ; Paris, un antiquaire ; Shazza ; Zeke et Jack, une adolescente se faisant passer pour un garçon et qui prend Riddick comme modèle. Ainsi, sur les 40 passagers et 3 membres d'équipage présents sur le vaisseau, le bilan de la catastrophe s'élève à 32 morts et onze survivants.
Riddick se libère pendant le crash et s'échappe. Les conditions naturelles de la planète ne sont apparemment pas hostiles à l'homme car l'air est respirable, les combinaisons spatiales ne sont donc pas nécessaires, mais le système stellaire de la planète possède trois étoiles, il n'y a donc pas de nuit, du soleil en permanence et le terrain est désertique. La chaleur fait transpirer Carolyn.
Le premier objectif des survivants est de trouver de l'eau. Johns le mercenaire leur conseille aussi de récupérer Riddick le tueur, craignant qu'il ne les attaque. Un groupe constitué de Johns, Carolyn, Imam et les pèlerins partent en exploration dans le désert. Croyant apercevoir des arbres au loin, donc potentiellement de l'eau, ils s'en approchent mais comprennent que ce ne sont que d'immenses squelettes; puis ils découvrent une base scientifique de plusieurs bâtiments, un vaisseau spatial dont les batteries manquent et une source d'eau. Pendant ce temps, Zeke tue par accident un survivant issu d'une autre partie du vaisseau en le confondant avec Riddick, ce qui attire l'attention de Johns qui revient.
Cherchant de l'eau, Zeke repère une cavité, commence à s'y introduire et happé dedans. Il se défend en tirant des coups de feu. Alertée, Shazza accourt et croise Riddick qui s'enfuit, mais est capturé par Johns. Les survivants tiennent Riddick pour responsable de la mort de Zeke. Il leur dit que ce n'est pas de lui qu'ils doivent avoir peur. Pour vérifier la culpabilité de Riddick, Carolyn veut voir le cadavre de Zeke. Elle s'introduit donc dans la cavité, aperçoit un pied arraché du corps de Zeke. Confrontée à des créatures des cavernes, elle est sortie in extremis de la caverne par les autres rescapés. Johns et Riddick passent un marché : Riddick apportera son aide pour s'extraire de la planète, Johns le relâchera en échange (bien qu'il n'a pas l'intention de tenir sa parole).
De retour à la base scientifique, les survivants examinent le vaisseau, puis se rassemblent autour d'un verre d'eau en se demandant ce qui est arrivé aux membres de la base scientifique. Au même moment, un des pèlerins est tué par des créatures dans la salle de forage où il s'est aventuré. Les survivants découvrent que les créatures craignent la lumière, que les membres de la base scientifique avaient été tués en se réfugiant dans la salle de forage, mais avaient oublié de fermer le puits. Peu après, en observant un modèle réduit du système planétaire, la pilote Carolyn se rend compte qu'il va bientôt avoir une éclipse solaire qui va plonger prochainement la planète dans le noir pour une durée indéterminée.
Ils décident alors de ramener des batteries du vaisseau écrasé pour pouvoir partir de la planète avec le vaisseau de la base scientifique. Mais Johns met en garde Carolyn contre Riddick car ce dernier pourrait tirer avantage pour s'enfuir seul avec le vaisseau. Mais Riddick met en garde à son tour la pilote contre Johns, l'informant de son addiction à la morphine. 
À ce moment-là, les survivants découvrent que l'éclipse arrive et se dépêchent pour aller chercher les batteries avec un véhicule motorisé utilisant l'énergie solaire. Sur le point de repartir pour la base, l'éclipse commence et le véhicule devient inutilisable. D'innombrables créatures surgissent et découpent Shazza. Les survivants s'abritent alors dans le vaisseau écrasé pour se protéger. Mais Hassan est tué à son tour par des créatures à l'intérieur et les survivants constatent que celles-ci brûlent au contact de la lumière. Carolyn décide d'amener les batteries jusqu'à la base à pied portées par Riddick qui, ayant la capacité de voir dans le noir, les guide. Johns, apeuré, désapprouve le plan. Ils revêtent des équipements lumineux et sortent du vaisseau. 
Au cours de l'expédition, Paris détruit par inadvertance l'équipement lumineux et est tué à son tour. Les survivants utilisent les bouteilles de Paris comme lampe-torche. Mais Riddick se rend compte que les créatures sont attirés par la blessure de Jack et Johns remet en cause l'autorité de Carolyn avant d'aller discuter en aparté avec le criminel pour évoquer une solution de diversion. Ainsi, Riddick et Johns se battent et le premier prend le dessus, le laissant blessé en pâture aux créatures. Riddick retrouve les autres survivants qui ont repris la direction du vaisseau et le groupe se remet en marche. 
Plus tard, le groupe constate que les créatures s'entre-tuent. Riddick sauve Jack en tuant la créature, tandis que le dernier pèlerin, Suleiman, est blessé à son tour. Mais peu après la pluie commence à tomber, faisant progressivement éteindre les flammes et Suleiman est à son tour capturé par les créatures, les derniers survivants sont Riddick, Imam, Carolyn et Jack. N'ayant plus de lumière pour repousser les créatures, Riddick convainc le groupe de se réfugier dans une caverne avant de les enfermer et de reprendre la route seul vers la base avec les batteries. La grotte abritant des sortes de limaces luminescentes, Carolyn en remplit une bouteille pour pouvoir continuer sa route. Elle arrive à la base alors que Riddick est prêt à décoller. Carolyn convainc Riddick de retourner chercher Imam et Jack. 
Carolyn, Imam et Jack arrivent sains et saufs au vaisseau, tandis que Riddick reste derrière pour retarder les créatures. Voyant qu'il n'arrive pas, Carolyn retourne le chercher et le retrouve blessé. Alors qu'elle le relève, une créature s'en prend à Carolyn sous le regard impuissant de Riddick. Celui-ci arrive à se cheminer jusqu'au vaisseau. 
Riddick, Jack et Imam, les trois derniers survivants se retrouvent dans le vaisseau et s'apprêtent à décoller. Mais Riddick aux commandes constate qu'il est impossible de partir... sans dire "Bonne nuit" aux créatures à sa façon en les brûlant au décollage. Les survivants ayant réussi à quitter la planète, Riddick est libre, car les deux autres s'accordent pour déclarer sa mort sur la planète, afin qu'il ne soit plus un criminel recherché.

## Fiche technique
- Titre : Pitch Black (renommé Les Chroniques de Riddick : Pitch Black en 2004)[1]
- Titre québécois : Alerte noire
- Titre original : Pitch Black (renommé The Chronicles of Riddick: Pitch Black en 2004)[1]
- Réalisation : David Twohy
- Scénario : Jim Wheat, Ken Wheat et David Twohy, d'après une histoire originale de Jim Wheat et Ken Wheat
- Musique : Graeme Revell
- Direction artistique : Ian Gracie
- Décors : Graham 'Grace' Walker
- Costumes : Anna Borghesi
- Maquillages et créature : Patrick Tatopoulos et John Cox
- Photographie : David Eggby
- Son : Michael Semanick, Lora Hirschberg
- Montage : Rick Shaine
- Production : Tom Engelman

Production déléguée : Ted Field, Scott Kroopf et Tony Winley
- Sociétés de production[2] : Interscope Communications, avec la participation de PolyGram Filmed Entertainment
- Sociétés de distribution[2] : USA Films et Gramercy Pictures (I) (États-Unis), United International Pictures (France, Suisse)
- Budget : 23 millions de $[3]
- Pays de production :  États-Unis,  Australie
- Langues originales : anglais et partiellement en arabe
- Format[4] : couleur - 35 mm - 2,39:1 (Cinémascope) - son Dolby Digital EX | Dolby Digital | SDDS | DTS
- Genre : science-fiction, action et horreur
- Durée : 109 minutes / 112 minutes (version non censurée)
- Dates de sortie[1] :
  - États-Unis, Québec[5] : 18 février 2000
  - Australie : 18 mai 2000
  - France : 19 juillet 2000
  - Belgique : 6 septembre 2000
  - Suisse romande : 13 septembre 2000
- Classification[6] :
  -  États-Unis : Interdit aux moins de 17 ans (R – Restricted)[Note 1].
  -  Australie : Interdit aux moins de 15 ans (M - Mature)[7].
  -  France : Tous publics (visa d'exploitation no 100031 délivré le 27 juin 2000)[8].

## Distribution
- Vin Diesel (VF : Joël Zaffarano ; VQ : Jean-Marie Moncelet) : Richard B. Riddick
- Radha Mitchell (VF : Laura Préjean ; VQ : Sophie Léger) : Carolyn Fry
- Cole Hauser (VF : Boris Rehlinger ; VQ : Daniel Picard) : Johns
- Keith David (VF : Saïd Amadis ; VQ : Pierre Chagnon) : Imam
- Lewis Fitz-Gerald (VF : Patrick Mancini ; VQ : Carl Béchard) : Paris
- Claudia Black (VF : Laurence Charpentier ; VQ : Anne Dorval) : Shazza
- Rhiana Griffith (VF : Dorothée Pousséo ; VQ : Christine Bellier) : Jack
- John Moore (VF : Asil Raïs ; VQ : François L'Écuyer) : Zeke
- Les Chantery : Suleiman
- Sam Sari : Hassan
- Firass Dirani : Ali
- Simon Burke : Greg Owens
- Ric Anderson : un survivant inconnu du crash
- Vic Wilson : le capitaine Tom Mitchell

## Production

### Genèse et développement
Selon les scénaristes Ken et Jim Wheat, l'idée de Pitch Black leur est suggérée par le producteur David Madden pendant son mandat à Interscope Communications. Il leur place d'un monde où « les voyageurs visitent une planète où plusieurs soleils signifient la lumière du jour perpétuelle, mais quand une éclipse apporte l'obscurité, des fantômes émergent. » L'idée des fantômes ne sera pas conservée dans les versions suivantes du scénario. Le scénario s'intitulait au départ Nightfall et mettait en scène une femme hors-la-loi nommée Tara Krieg. David Twohy participe à l'écriture et aurait incorporé des éléments d'un scénario non retenu pour Alien 3.
Pour le producteur Tom Engelman « Pitch Black repose sur une idée que je trouvais fascinante parce qu'elle nous plonge au cœur de l'enfance et de nos phobies nocturnes. Je me souviens très bien de ma première frayeur, lorsque j'avais cinq ans. Je me suis réveillé dans le noir, dans une pièce étrange que je ne connaissais pas... j'étais terrifié. Je suis tombé du lit et j'ai couru à travers la maison en hurlant, poursuivi par toutes sortes de monstres et de démons. Lorsque j'ai lu le scénario la première fois, j'ai retrouvé cette peur lointaine que nous avons presque tous connue. »

### Attribution des rôles
Ce film révèle Vin Diesel au grand public. Il décroche ici son premier rôle majeur.

### Tournage
Le tournage a lieu dans plusieurs États et territoires de l'Australie : Australie-Méridionale (Coober Pedy, Moon Plain, Breakaways Reserve, Outback), Queensland (Surfers Paradise, Village Roadshow Studios). Quelques plans sont filmés dans les New Deal Studios à Los Angeles.
Une fin, mettant en scène la mort de Riddick, avait été tournée. Mais les producteurs ont préféré une fin moins négative.

## Bande originale
La musique du film est composée par le néo-zélandais Graeme Revell. Elle fait l'objet d'un double CD promotionnel dans lequel elle est associée à celle de La Fiancée de Chucky, signée du même auteur.
Liste des titres
1. Was It a Dream?
2. Crash
3. Elegy
4. Three Suns
5. Settlement
6. Desert Journey
7. Pitch Black
8. Race Against the Sun
9. Total Eclipse
10. Here
11. Clash of the Titans
12. Move! 1
13. Move! 2
14. The Rapture
15. Goodnight

## Accueil

### Critiques
Le film reçoit des critiques partagées dans la presse lors de sa sortie. Sur l'agrégateur américain Rotten Tomatoes, il récolte 59% d'opinions favorables pour 111 critiques et une note moyenne de 5,7⁄10. Le consensus suivant résume les critiques compilées par le site : « Malgré une prémisse intéressante (et un virage star de Vin Diesel), Pitch Black est trop dérivé et stéréotypé pour être pleinement recommandé aux fans de science-fiction ou d'action ». Sur Metacritic, il obtient une note moyenne de 49⁄100 pour 29 critiques.
En France, le film obtient une note moyenne de 3,6⁄5 sur le site Allociné, qui recense 10 titres de presse.

### Box-office
Le film connaît un succès commercial modéré, rapportant 53 187 659 dollars au box-office mondial, dont 39 240 659 dollars en Amérique du Nord, pour un budget de 23 000 000 dollars. En France, il réalise 82 776 entrées.
| Pays ou région    | Box-office     | Date d'arrêt du box-office | Nombre de semaines |
| ----------------- | -------------- | -------------------------- | ------------------ |
| États-Unis Canada | 39 240 659 $   | 29 mai 2000                | 15                 |
| France            | 82 776 entrées | -                          | -                  |
| Total mondial     | 53 187 659 $   | -                          | -                  |

## Distinctions
Entre 2000 et 2001, Pitch Black a été sélectionné 11 fois dans diverses catégories et a remporté 2 récompenses.

### Récompenses
- Société des cinéastes australien 2001 (Australian Cinematographers Society) :
  - Directeur de la photographie de l'année pour David Eggby,
  - Trépied d'or pour David Eggby.

### Nominations
- Académie des films de science-fiction, fantastique et d'horreur - Saturn Awards 2000 : Meilleur film de science-fiction.
- Prix Bram-Stoker 2000 : Meilleur scénario pour David Twohy, Ken Wheat et Jim Wheat.
- Guilde internationale de l'horreur 2001 : Meilleur film.
- Prix du divertissement à succès 2001 : Meilleur acteur dans un film d'horreur (Internet uniquement) pour Vin Diesel.
- Prix Fangoria Chainsaw 2001 :
  - Meilleur film à large diffusion,
  - Meilleur acteur pour Vin Diesel,
  - Meilleure actrice pour Radha Mitchell,
  - Meilleur scénario pour David Twohy, Jim Wheat et Ken Wheat
  - Meilleur maquillage / créature FX pour Patrick Tatopoulos et John Cox.

## Director's cut
Une version director's cut est éditée en DVD en 2004 à l'occasion de la sortie des Chroniques de Riddick. Il s'agit d'une version rallongée de deux minutes.

## Créatures
« Je n'ai jamais rien vu de plus terrifiant que ces créatures ! Elles mesurent 2,40 mètres de haut, avec des bras longs de 1,20 mètre et des ailes de 2,40 mètres d'envergure. Mais la tête est probablement la plus effrayante avec son énorme gueule, prête à tout dévorer. » John Cox, chargé de la création des monstres.

## Suites
La rencontre de David Twohy et Vin Diesel pour Pitch Black (et la création de Riddick) leur donnera envie de retravailler ensemble à une suite. Les Chroniques de Riddick sort en 2004. Ce second film, au budget largement supérieur, se passe plusieurs années après le premier. Il met davantage en avant le personnage de Riddick, cette fois en (anti-)héros incontestable d'une histoire plus tournée vers le space opera que la science-fiction horrifique (tout en reprenant également deux autres personnages de Pitch black : l'Imam et « Jack »). Le film d'animation Les Chroniques de Riddick : Dark Fury, également sorti en 2004, fait le lien entre les deux précédents films.
Riddick, troisième film de la saga, sort en 2013. Un quatrième, Riddick: Furya, est également prévu.